# Vasco Fernandes de Ataíde
Vasco Fernandes de Ataíde (c. 1390 - 21 de Agosto de 1415) foi um cavaleiro português, governador da casa do infante D. Henrique, que obrou prodígios de valor na tomada de Ceuta, ali morrendo gloriosamente.

## Biografia
Era filho de Martim Gonçalves de Ataíde, Alcaide Mor do Castelo de Chaves, e de sua mulher Mécia Vasques Coutinho; e irmão do 1.º Conde de Atouguia, D. Álvaro Gonçalves de Ataíde.
Nasceu provavelmente em Castela, entre 1386 e 1391, data em que sua mãe de lá regressou a Portugal, com seus filhos, depois de 5 anos de exílio, devido a seu marido ter apoiado Leonor Teles e depois o Rei de Castela, João I, na crise dinástica de 1383 - 1385.
Foi vedor e governador da casa do infante D. Henrique, de quem era muito próximo.
Na tomada de Ceuta, foi um dos fidalgos que, impacientes por combater, acompanharam o Infante D. Henrique e o príncipe D. Duarte na sortida e desembarque que estes fizeram a 21 de Agosto de 1415, sem ordem do Rei D. João I. Vasco Fernandes de Ataíde foi o cavaleiro que, depois de ter entrado na cidade, correu ao longo dos muros e veio, apesar da resistência dos mouros, abrir uma porta da cidade para dar entrada aos Portugueses noutro ponto da muralha. Pagou com a vida o seu feito de armas e, entre os fidalgos, foi a única vítima portuguesa na conquista da Praça Africana.
Ao seu falecimento se refere uma inscrição em Latim "num penhasco sob uma Torre, parecendo ser aquele letreiro o único vestígio subsistente da permanência dos Portugueses em Ceuta". 
Anselmo Braamcamp Freire transcreve assim o texto em Latim: Vascus Ataydes primus dum hanc occupat arcem; Saxum hoc ad limen vitaque, morsque fuit - e traduz desta forma o significado: "Esta pedra fora para Vasco de Ataíde, o primeiro a entrar na fortaleza, ao mesmo tempo a sua vida e a sua morte".
Este letreiro foi mandado colocar em 1574 pelo sobrinho-trineto de Vasco Fernandes, o futuro 3.º conde de Atouguia, D. Luís de Ataíde.
Não deixou geração, passando a sua representação para a casa dos condes de Atouguia, que viria a ser fundada por seu irmão primogênito, D. Álvaro Gonçalves de Ataíde.

## Na Literatura
A  propósito de Vasco Fernandes de Ataíde, Anselmo Braamcamp Freire refere Antoine de La Sale, fidalgo e escritor francês (filho ilegítimo do cavaleiro medieval Bernardon de La Salle), na sua obra Reconfort a Madame de Neufville (ou Madame du Fresne), datada do ano de 1458.  

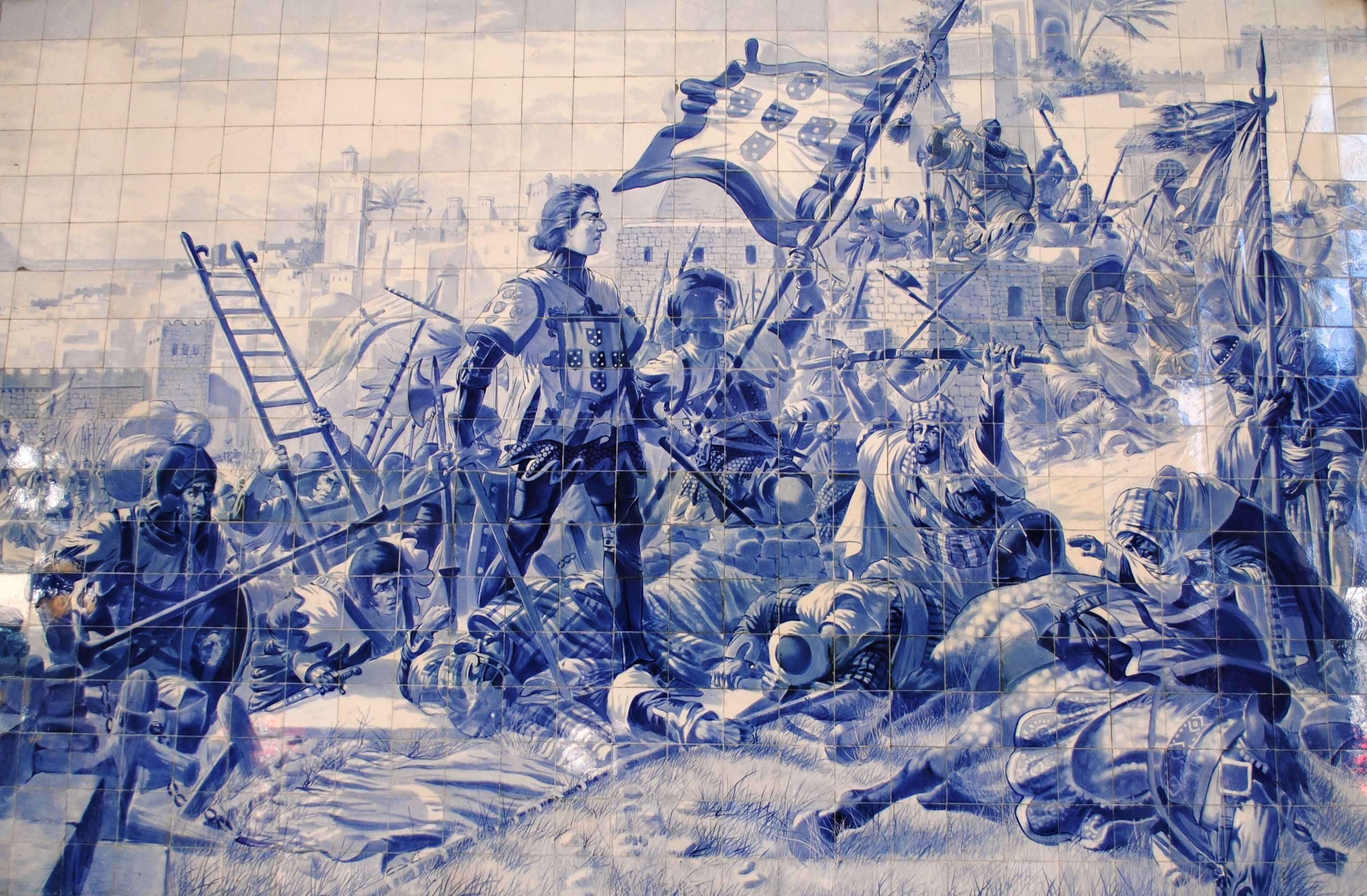
A conquista de Ceuta, representada em painel de azulejos de Jorge Colaço

Nesse livro, La Sale procura reconfortar o coração da senhora de Neufville, magoada pela recente morte do seu filho primogênito, narrando-lhe dois casos de estoica resignação de que tinham dado exemplo duas mães, vítimas de análoga desgraça; sendo uma delas Mécia Vasques Coutinho, cujo filho Vasco Fernandes de Ataíde morrera na conquista de Ceuta. 
La Sale conhecia o sucedido de perto, pois havia estado em Ceuta em 1415, integrado na força portuguesa que conquistou a cidade.